# Lucena (Hiszpania)
Lucena – miasto w południowej Hiszpanii, w Andaluzji, w prowincji Kordoba.
W mieście rozwinął się przemysł spożywczy, materiałów budowlanych, metalowy, włókienniczy, odzieżowy.
W czasach panowania arabskiego Lucena była głównym ośrodkiem handlu eunuchami, na którym zaopatrywały się dwory świata arabskiego.
W roku 1483 więziony był w wieży Torre de Moral Boabdil, ostatni władca muzułmańskiej Grenady, pojmany przez księcia Cabry podczas ataku na miasto.